# Curtonotum magnum
Curtonotum magnum är en tvåvingeart som beskrevs av Malloch 1930. Curtonotum magnum ingår i släktet Curtonotum och familjen Curtonotidae. Inga underarter finns listade i Catalogue of Life.